# خواكين فانخول
خواكين فانخول (بالإسبانية: Joaquín Fanjul Goñi)‏ (فيتوريا 30 مايو 1880 - مدريد 17 أغسطس 1936) هو جنرال في الجيش الإسباني ومحامي. ومتمرس في الحروب الكوبية والمغربية، أصبح نائبًا في البرلمان عدة مرات. وصل إلى رتبة جنرال خلال ديكتاتورية بريمو دي ريفيرا. وهو عضو بارز في الاتحاد العسكري الإسباني (UME)، شارك في العديد من المؤامرات العسكرية ضد الجمهورية الثانية. في بداية الحرب الأهلية كان أحد قادة الانتفاضة العسكرية في مدريد. قبضت عليه القوات الجمهورية، وحكمت عليه بالإعدام وإطلاق النار عليه.

## السيرة الذاتية

### الحياة العسكرية
ولد خواكين فانخول في فيتوريا يوم 30 مايو 1880 من عائلة ذات تقاليد عسكرية وملكية. ودخل أكاديمية توليدو للمشاة في 30 يونيو 1896، وتخرج بعد عام برتبة ملازم ثان.
ذهب للقتال في الحرب الكوبية. بعد ذلك درس في المدرسة الحربية العليا. وتخرج في القانون فأصبح محاميا. ودخل البرلمان في فترة عودة البوربون، حيث فاز في انتخابات 1919 و1920 و1923. وشارك في الحملات في المغرب، حيث كان أداؤه متميزًا. تمت ترقيته إلى رتبة عميد سنة 1926 خلال ديكتاتورية بريمو دي ريفيرا.

### الجمهورية الثانية
انتخب نائبا في الكورتيس الجمهوري في انتخابات 1931 و1933 و1936 لدائرة كوينكا، بالتعاون مع الحزب الزراعي.
في 4 مايو 1935 تم تعيينه قائدًا المنطقة العسكرية السادسة (بورغوس). وبعد أسبوع أي في 11 مايو، تم تعيينه أيضًا نائبًا لوزير الحرب خوسيه ماريا جيل روبلز، الذي قام خلال تلك المرحلة بتعيين العديد من الضباط اليمينيين والمناهضين للجمهورية في مناصب المسؤولية، وفصل أو نقل آخرين من المتشددين الجمهوريين. في نهاية العام ترك قيادة الفرقة السادسة وأيضا منصب وكيل وزارة الحربية.
ثم عين بعد ذلك آمر القيادة العامة لجزر الكناري، وحضر الانتخابات العامة 1936 في إسبانيا لمقاطعة كوينكا وحصل على نائب بأغلبية 53277 صوتًا. وقد تم فصله في 1 أبريل بإلغاء الانتخابات وفقًا لرأي لجنة المحضر. وبعد انتصار الجبهة الشعبية في فبراير 1936 تم فصله، حيث بقي بدون قيادة، ثم تم تعيينه قسراً في مدريد.

### الحرب الأهلية
كان فانخول عضو بارز في الاتحاد العسكري الإسباني شبه السري (UME)، وهو أحد المتآمرين بالانتفاضة ضد الجمهورية، وسرعان ماتصل بالجنرال إميليو مولا، الذي تم اختياره زعيم الانتفاضة. كان جزءًا من المؤامرة العسكرية التي أدت إلى الحرب الأهلية الإسبانية.
على ما يبدو لم يكن من الواضح حتى اللحظة الأخيرة من هو زعيم التمرد، وإن تم تعيين الجنرال فياجاس لقيادة تمرد حامية مدريد. ومع ذلك بمجرد أن بدأت الانتفاضة العسكرية في أجزاء أخرى من إسبانيا، ظهر فانخول بعد ظهر يوم 19 يوليو 1936 في ثكنات مونتانا في مدريد مرتديا زي مدني ومعه نجله خوان مانويل. فبدأ بقراءة بيانه العسكري وأعلن حالة التمرد وثورة الثكنات. وقد تعاون معه العقيد سيرا بارتولومي رئيس الفوج المتمركز هناك. في انتظار حصول المتمردين على تعزيزات للسيطرة على المدينة، بدأت قوات الأمن والميليشيات الجمهورية الهجوم على ثكنات مونتانا، وهو الهجوم الذي أصيب فيه فانخول. وأخيرًا استسلمت الثكنات وأخذ فانخول أسيرًا، وكان واحدًا من عدد قليل من كبار الضباط المتمردين الذين نجوا من دخول المليشيات الجمهورية على الثكنات.
وبمجرد إلقاء القبض عليه، اقتيد إلى مديرية الأمن العام ثم ذهب بعدها إلى السجن. وفي يوم 15 أغسطس حوكم بتهمة التمرد العسكري، وحكم عليه بالإعدام؛ حيث أعدم رميا بالرصاص بعد ذلك بيومين، في يوم 17 أغسطس. وكان عمره آنذاك 56 عامًا.
واغتيل نجله الملازم خوسيه إغناسيو فانخول بعد أيام قليلة من إعدام والده خلال أحداث سجن موديلو. وهناك حالة مختلفة هي حالة ابنه الآخر خوان مانويل الذي أصيب أثناء هجوم الجمهوريين على ثكنات مونتانا، وتمكن من الهرب واللجوء إلى سفارة تشيلي.